# Sesostri III
Sesostri III (o Sesostris III, ellenizzazione dell'originale Senuosret III; anche Kakhaura Sesostri) (... – 1846 a.C./1839 a.C.) è stato un faraone egizio della XII dinastia.
Il suo regno fu un'epoca di grande ricchezza per l'Egitto, definito da Franco Cimmino un'"espressione politica di altissimo livello". È unanimemente considerato il più grande e potente faraone della XII dinastia e del Medio Regno (motivo per cui, probabilmente, ispirò a Erodoto la figura dell'eroico faraone Sesostri che, secondo gli storici greci ed ellenistici, avrebbe perfino conquistato tutta l'Asia e parte dell'Europa), oltreché uno dei più abili faraoni-guerrieri. Le sue campagne militari avviarono un'era di pace e prosperità economica che ridusse l'influenza dei governanti locali a favore dell'autorità centrale e portò a una rinascita delle arti, dei commerci e dello sviluppo urbano. Sesostri III fu uno dei pochi faraoni a essere divinizzati ancora in vita e onorati con un culto personale; era adorato come un dio anche a secoli dalla sua morte. Il nome regale di Sesostri III, Kakhaura, significa "Il Ka di Ra ha preso forma", mentre il suo nome di nascita, Sesostri appunto (Senuosret in egizio) significa "Uomo della dea Uosret"

## Famiglia

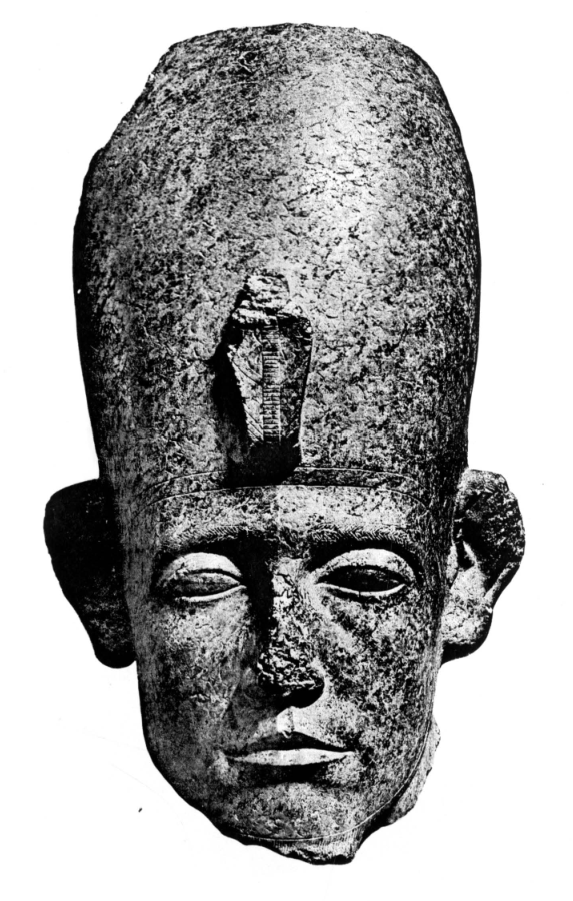
Testa colossale di Sesostri III in granito rosa. Museo egizio del Cairo

Sesostri III era figlio di Sesostri II e della regina Khenemetneferhedjet I Ueret ("la Vecchia"). Sono note con certezza due sue spose: Khenemetneferhedjet II "la Giovane" e Neferthenut, grazie alle loro sepolture presso la piramide di Sesostri, a Dahshur, così come varie figlie sono attestate per le loro tombe presso la piramide di Sesostri (e perciò il loro esatto legame con il re non è sempre chiaro): Sithathor, Menet, Senetsenebtisi, Meret. Il futuro faraone Amenemhat III fu molto probabilmente suo figlio. Non si conoscono altri figli.

## Campagne militari
Portò avanti un'irrefrenabile espansione verso la Nubia (tra il 1866 a.C. e il 1863 a.C.), dove eresse fortezze sulle rive del Nilo: a Buhen, Semna occidentale e orientale, Toshka e Uronarti, che sono i migliori esempi di architettura militare egizia. Guidò in tutto otto grandi campagne contro la Nubia, nel suo 8º, 10º, 16º e 19º anno di regno. Una sua stele a Semna, datata all'8º anno di regno (ca. 1870 a.C.), documenta le sue vittorie contro i nubiani, tramite le quali Sesostri si dice convinto di aver reso sicuri i confini meridionali del Paese, scongiurando ulteriori incursioni straniere. Un'altra grande stele, sempre a Semna, questa volta risalente al terzo mese del 16º anno di regno (ca. 1862 a.C.), commemora le sue vittorie in Nubia e nella regione di Canaan. Nell'iscrizione, Sesostri III ammonisce i suoi futuri successori di preservare i nuovi confini da lui stabiliti:
(Stele di Semna)

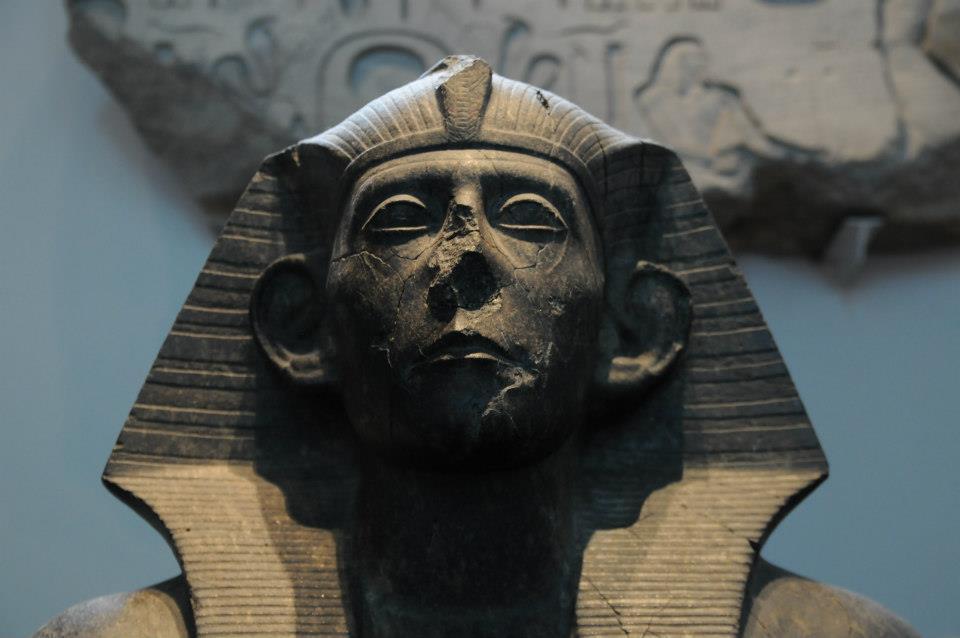
Testa di Sesostri III. British Museum, Londra

La sua ultima campagna, nel suo 19º anno di regno (ca. 1859 a.C.), ebbe meno successo perché le truppe del faraone furono catturate presso il Nilo, potendo disporre di meno unità rispetto al normale. Sesostri dovette ritirarsi e abbandonare l'impresa per evitare di rimanere intrappolato con i suoi uomini in territorio ostile.
Anche verso est, in Canaan (area ad ovest del fiume Giordano), le operazioni militari giunsero alla presa di Sekmen (Sichem) sul fiume Leonte (Libano) con lo scopo di colpire i nomadi Mentiju e Setjetiu e di rafforzare i rapporti con le piccole dinastie locali, spesso "egizianizzate". Per la prima volta nella storia egizia, il faraone si recò in Siria. Il ricordo di tale campagna è rimasto sulle pareti della tomba di un comandante di Sesostri, Sobek-Khu, che racconta con orgoglio di aver accompagnato il re in guerra, di aver combattuto valorosamente nella presa di Sekmen catturando un prigioniero, e di essere stato premiato da Sesostri III in persona:
(Tomba del comandante Sobek-Khu)
La forza e l'immensa influenza di Sesostri III ebbero un'eco tale che il sovrano fu adorato come un dio a Semna per molte generazioni successive. Jacques de Morgan rinvenne, nel 1894, iscrizioni sulla roccia presso l'isola di Sehel, vicino ad Assuan, documentando lo scavo di un canale avvenuto sotto Sesostri III. Inoltre eresse un tempio e fondò una città presso Abido, e un altro tempio a Medamud dedicato a Montu, il dio della guerra. Commissionò un canale attraverso la prima cateratta del Nilo (differente dal più famoso Canale dei Faraoni, voluto da Necao II nel VII secolo a.C. e terminato da Dario I un secolo dopo).

## Dibattito sulla durata del regno

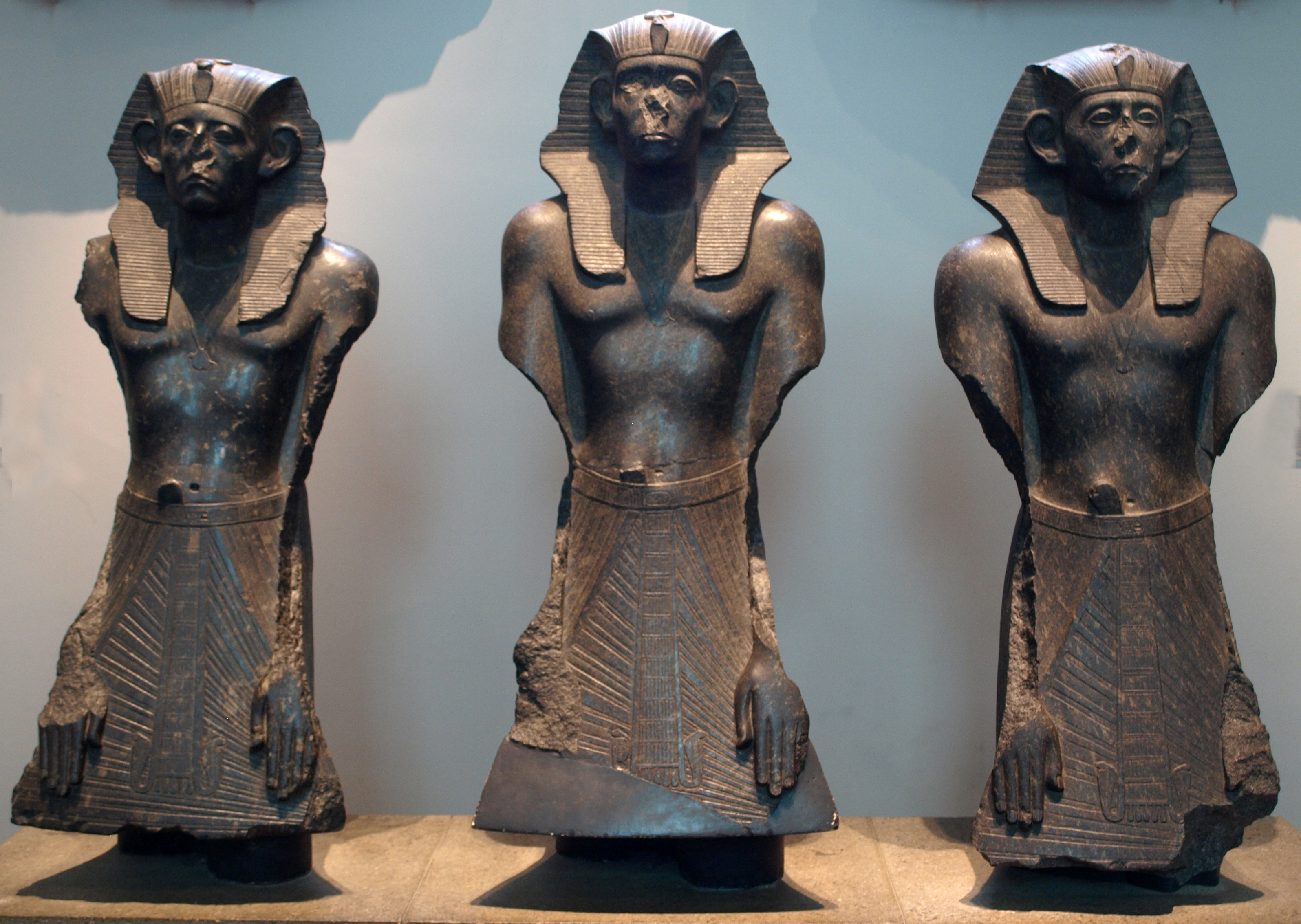
Tre statue di Sesostri III stante, in granito nero, al British Museum. Le braccia e le mani rigidamente distese sul gonnellino indicano un gesto di venerazione nei confronti di una divinità

Un papiro conservato all'Ägyptisches Museum und Papyrussammlung di Berlino riporta due date: il 20º anno di regno di Sesostri III e il 1º anno di regno di Amenemhat III, generalmente ritenute la prova di una coreggenza tra Sesostri e suo figlio iniziata a partire da quell'anno (ca. 1858 a.C.). L'egittologo statunitense Josef W. Wegner ha esaminato un'iscrizione che menziona un 39º anno di regno, su di un blocco di pietra calcarea proveniente da
(Josef Wegner)
Wegner ha notato che è improbabile che Amenemhat III lavorasse al tempio mortuario del padre ancora nel suo ipotetico quarto decennio di regno, quindi quel 39º anno di regno non è da riferire a quest'ultimo.

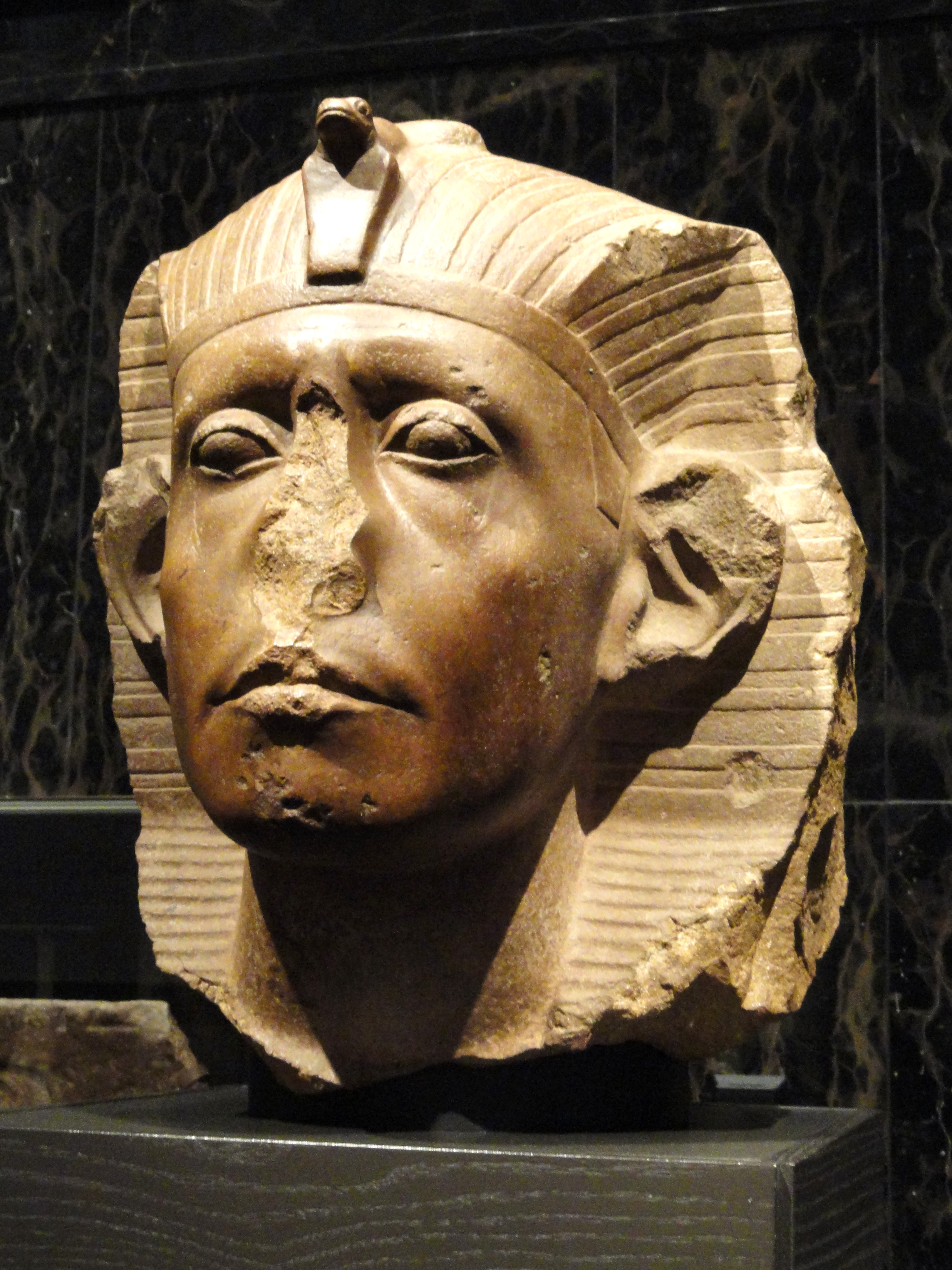
Testa di Sesostri III. Museo Nelson-Atkins, Kansas City

L'unica possibile spiegazione per l'esistenza di tale blocco sembra una durata di 39 anni per Sesostri III, con una coreggenza di Amenhemat III negli ultimi 20 anni. Ciò implica che Sesostri III visse durante i primi due decenni ufficiali di regno del figlio. L'ipotesi di Wegner è rifiutata da studiosi come Pierre Tallet e Harco Willelms; secondo questi ultimi, è probabile che la coreggenza di Sesostri e suo figlio non sia mai avvenuta e che il riferimento al 39º anno di regno si riferisca ad Amenemhat III, che potrebbe aver commissionato aggiunte o un altro genere di lavori ai vecchi monumenti del padre.

## Attività politica

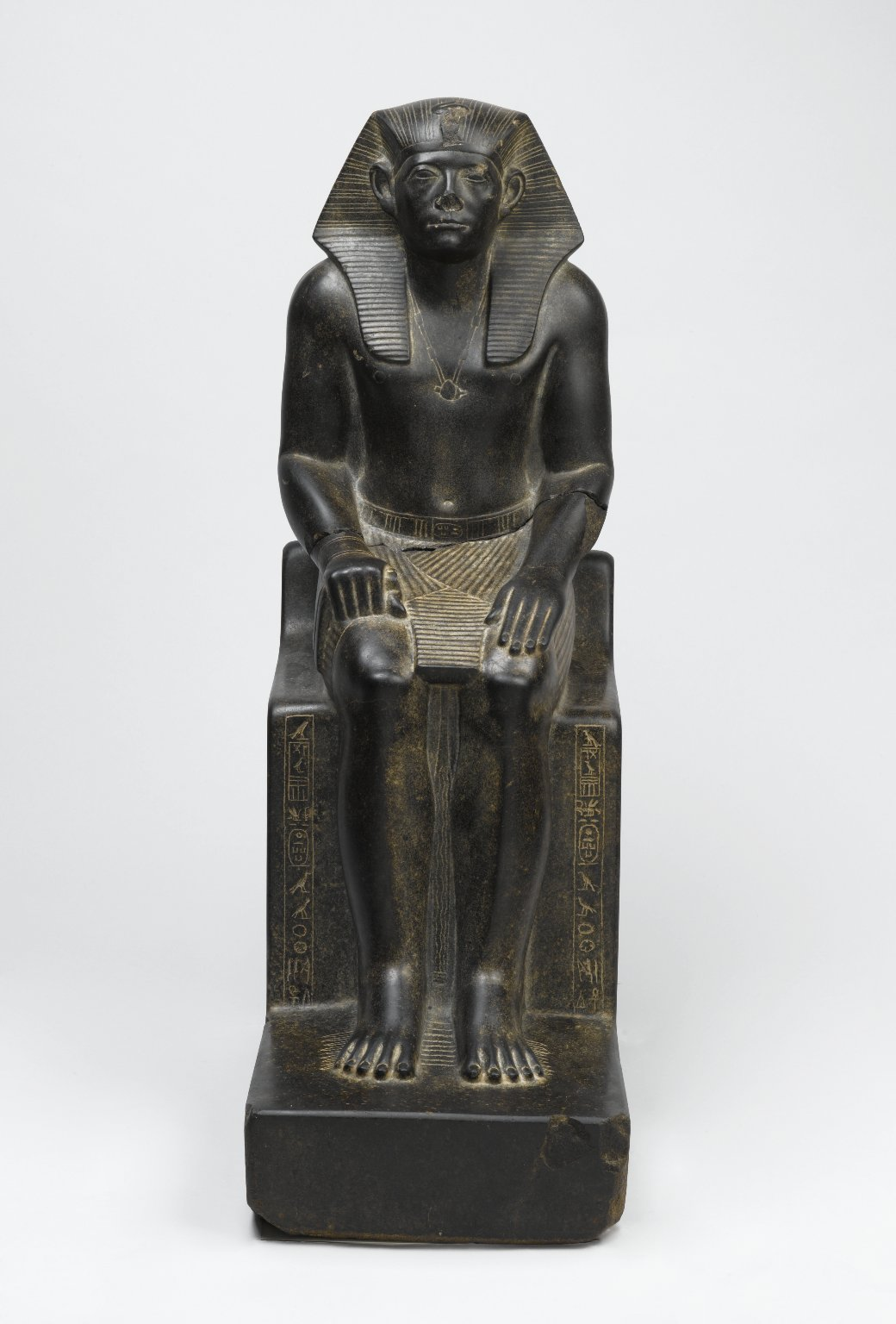
Sesostri III in trono, in granito nero. Brooklyn Museum, New York

La politica interna di Sesostri III fu finalizzata a frustrare, attraverso vaste riforme, le ambizioni autonomistiche dei nomarchi (cioè dei capi dei distretti amministrativi, chiamati nòmi, in cui era suddiviso il Paese): il loro potere locale e regionale, infatti, costituiva una minaccia per l'autorità centrale del sovrano. Di ciò si erano accorti già i predecessori di Sesostri III, i quali avevano predisposto misure per limitarne l'influenza. La documentazione preservatasi permette di osservare una moltiplicazione dei titoli non ereditari connessi all'amministrazione e alla burocrazia centrale: un tale potenziamento delle istituzioni proprie della corte faraonica, e per di più con cariche non trasmissibili ma dipendenti dalla volontà dal sovrano, permise a Sesostri III di far tornare a sé il grande potere che prima era dei governatori regionali, oltre a favorire lo sviluppo di un ceto medio di funzionari vincolati in tutto al faraone. È stato notato come le tombe dei nomarchi fossero ricche e sontuose all'inizio del regno di Sesostri e modeste, quasi anonime, negli anni successivi. L'Egitto fu suddiviso in tre grandi circoscrizioni amministrative, chiamate uaret: Nord, Sud e Testa di Sud (quest'ultima come base di lancio per la conquista della Nubia); dei 38 nòmi precedenti, ne furono conservati soltanto due, il II e il X, nell'Alto Egitto, forse per ragioni dinastiche non del tutto chiarite.
Facevano parte della sua corte i visir Sobekemhat, Nebit e Khnumhotep. Il tesoriere del re ad Abido era Ikhernofret. Il tesoriere Senankh presiedette i lavori per il canale dell'isola di Sehel per conto di Sesostri.

## Piramide e complesso sepolcrale
Il complesso della piramide di Sesostri III  (classificata con la sigla Lepsius XLVII) fu edificato 1,5 chilometri a nord-est della Piramide rossa a Dahshur e supera tutte le piramidi degli altri faraoni della XII dinastia sia per le dimensioni sia per i significati religiosi espressi architettonicamente. Alcuni ipotizzano che Sesostri non fu inumato lì, ma in un sofisticato complesso funerario ad Abido, con la piramide di Dahshur come cenotafio. 

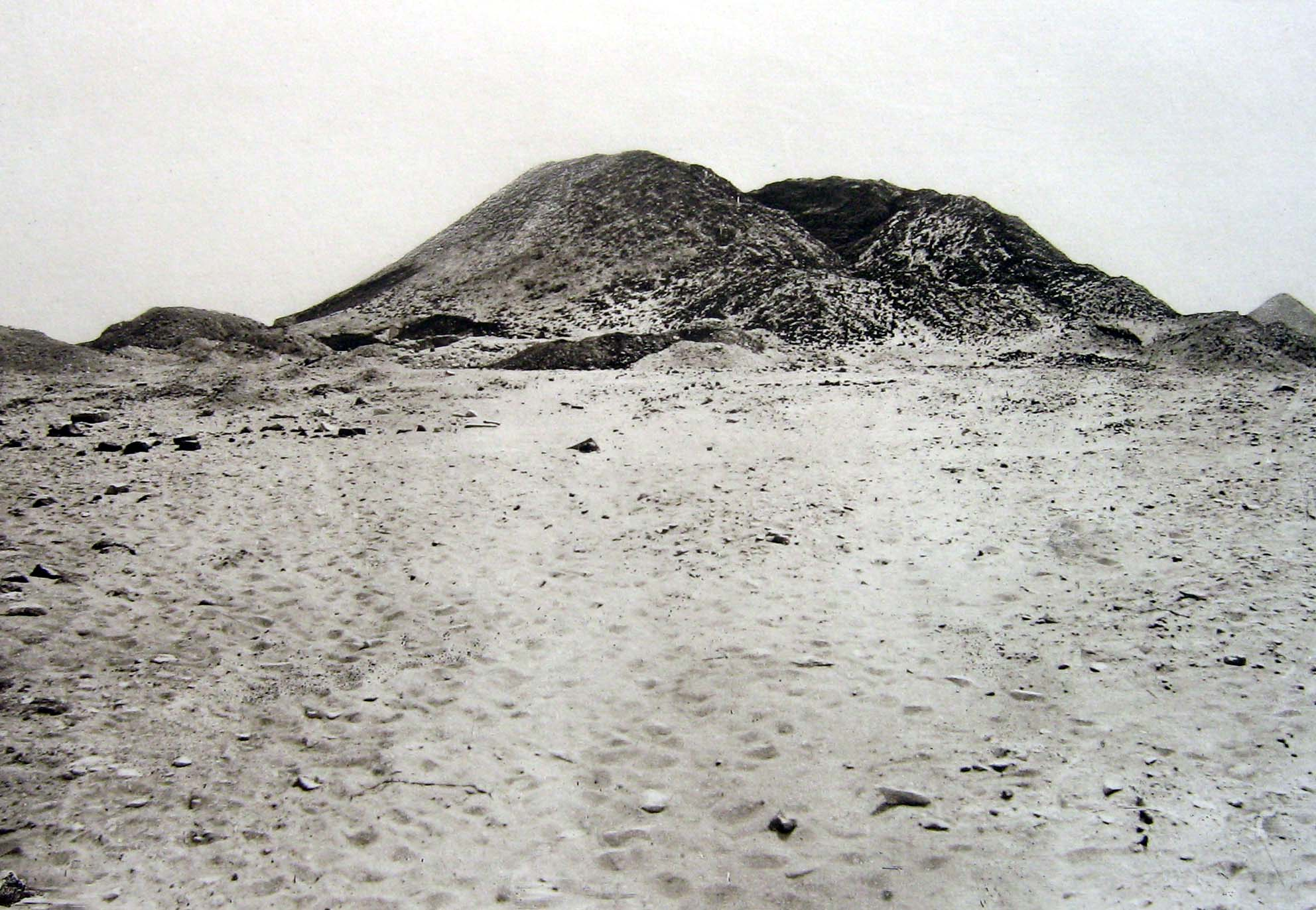
I resti della piramide di Sesostri III fotografati da Jacques de Morgan intorno al 1895

I primi scavi nel sito furono condotti nel 1894 dall'archeologo francese Jacques de Morgan, che raggiunse la camera sepolcrale sfruttando un tunnel scavato da antichi razziatori. La piramide è larga 105 metri e alta 78, per un volume totale di 288 000 metri cubici; il suo nucleo fu edificato in mattoni di fango dalle dimensioni molto eterogenee, a indicare che non furono impiegati stampi per mattoni di misure standard. La camera funeraria fu invece rivestita di granito, e al di sopra della sua volta fu ricavata - per alleggerire il peso del soffitto - un'altra camera ricoperta con cinque coppie di travi calcaree, ciascuna pesante 30 tonnellate. Sopra a queste ultime fu poi realizzata una volta in mattoni.
Il complesso piramidale includeva un piccolo tempio funerario per il culto postumo del faraone e per il rifornimento di offerte e altre sette piramidi minori, destinate alle spose di Sesostri. Vi è inoltre una galleria sotterranea per la sepoltura di altre donne della famiglia reale: lì sono stati rinvenuti i tesori della principessa Sithathor e della regina Mereret, figlie di Sesostri III. In antichità esisteva anche un tempio meridionale, in seguito distrutto.
Una più recente campagna di scavi è stata condotta da Dieter Arnold negli anni 1990.

## Peculiarità della statuaria reale di Sesostri III

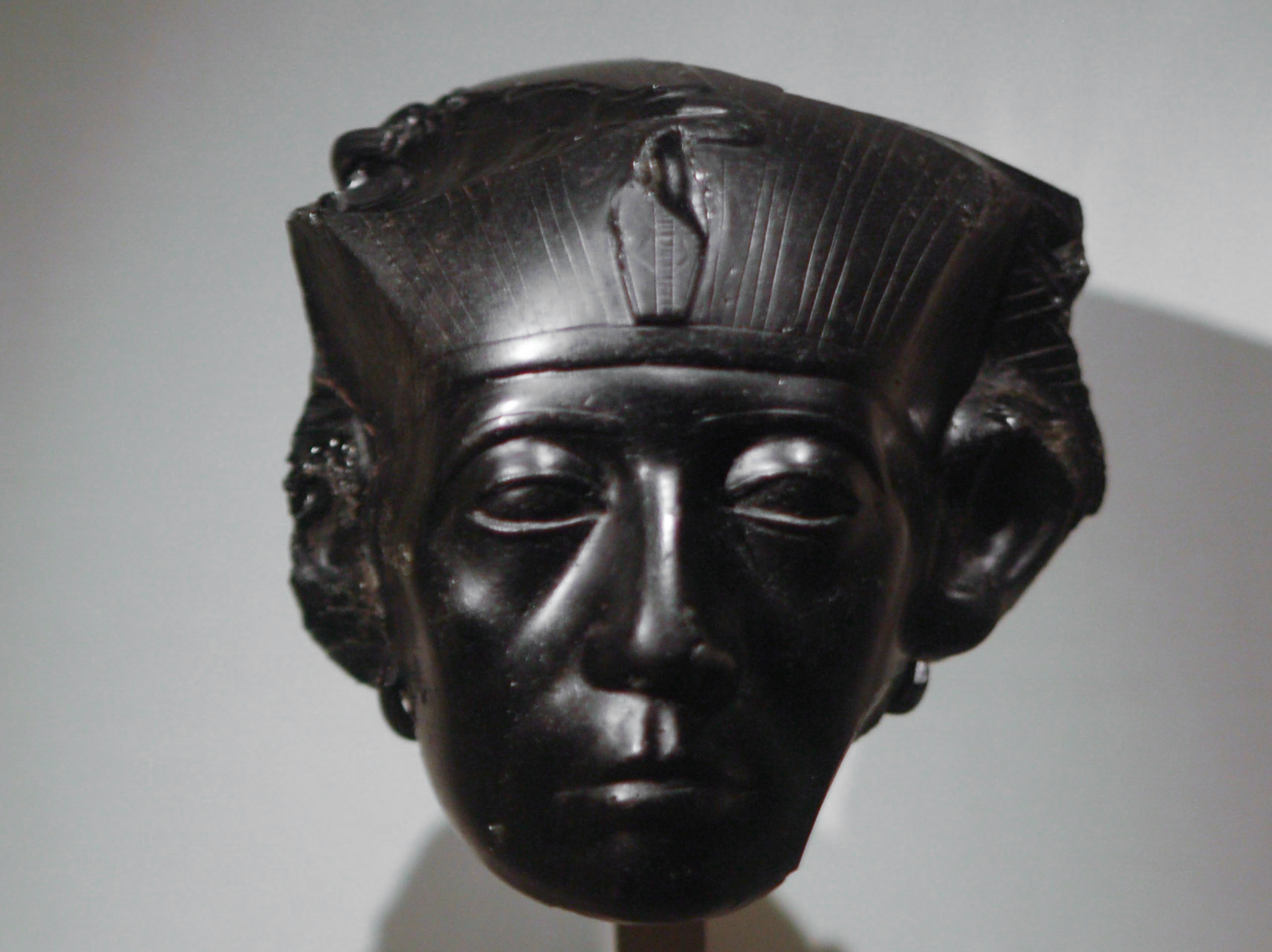
Testa di Sesostri III, in ossidiana. Gubelkian Museum, Lisbona

Sesostri III è molto conosciuto grazie alle sue statue, tutte molto distintive e immediatamente riconoscibili come sue. In esse, il faraone è ritratto in differenti età; in quelle dove appare più anziano, in particolare, presenta un'espressione estremamente triste o pesantemente amareggiata: gli occhi sporgono dalle orbite contornate da rughe e occhiaie, la bocca e le labbra assumono una piega decisamente malinconica, le orecchie sono enormi e prominenti. In netto contrasto con il realismo quasi esagerato e i segni dell'età del viso e della testa, il resto del corpo veniva scolpito come giovane, muscoloso e idealizzato, seguendo i canoni tradizionali della statuaria faraonica.
Si possono solo formulare teorie sulle ragioni che spinsero Sesostri III a farsi ritrarre in questo modo del tutto inedito; due ipotesi in particolare godono di maggiore seguito fra gli studiosi. Alcuni ritengono che Sesostri desiderasse essere rappresentato come un monarca solo e disincantato, umano prima ancora che divino, oppresso e consunto dalle preoccupazioni e dalle proprie responsabilità. Secondo l'altra ipotesi, le sculture intendevano trasmettere l'immagine di un despota temibile capace di vedere e udire tutto ciò che avveniva in Egitto (ipotetico motivo degli occhi sporgenti e delle grandi orecchie). In ogni caso l'imitazione di tale stile da parte di re successivi, e anche di privati, può suggerire che una fisionomia così peculiare richiamasse qualità positive oggi difficilmente interpretabili.

## Nelle tradizioni successive

### Erodoto

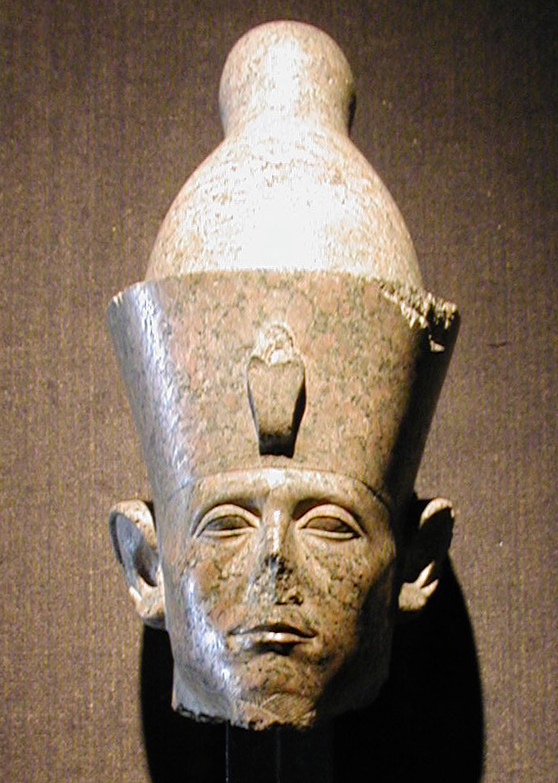
Testa frammentaria di Sesostri III con la doppia corona dell'Alto e Basso Egitto. Museo di Luxor

Nel V secolo a.C., più di un millennio e mezzo dopo Sesostri III, lo storico greco Erodoto scrisse nelle sue Storie:
(Erodoto, Storie II, 102-3)
L'affermazione di Erodoto secondo cui questo Sesostri (in greco: Σέσωστρις) avrebbe conquistato le terre intorno al golfo Persico, l'Asia e parte dell'Europa (gli Sciti e i Traci risiedevano nell'attuale Ucraina e penisola balcanica) non è ovviamente credibile.

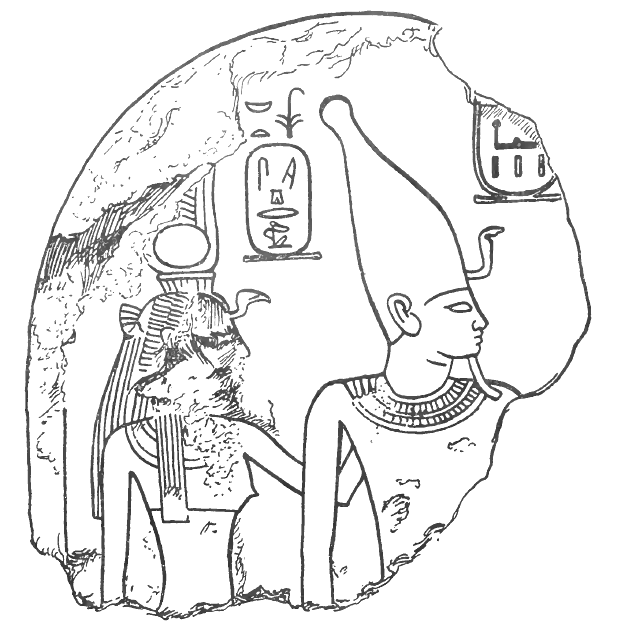
Riproduzione di una stele frammentaria di Sesostri III e della regina Mertseger, risalente al Nuovo Regno e conservata al British Museum

Questa figura leggendaria di eroe carismatico nacque probabilmente, confusamente, dall'unione delle gesta di Sesostri I, Sesostri II e Sesostri III e forse anche di Ramses II il Grande.

### Manetone e Diodoro Siculo
Manetone, sacerdote egizio d'epoca tolemaica, gli attribuisce un regno di 48 anni, probabilmente includendo gli anni di regno del padre, oltre a descriverlo come un dominatore "della grande altezza di 4 cubiti, 3 palmi e 2 dita" (più di 2 metri). La tradizione ellenistica, tramandata da Manetone, Erodoto e Diodoro Siculo attribuisce a un sovrano di nome Sesostri imprese mirabolanti. Sesto Giulio Africano (160 - 240 d.C.) ed Eusebio (260 - 340 d.C.), compendiando gli scritti di Manetone, scrissero che Sesostri:
Diodoro Siculo (90 a.C. - 27 a.C.), che lo chiama Sesoösis, e il geografo Strabone (60 a.C. - 21/24 d.C.) arrivarono ad affermare che Sesostri avrebbe conquistato il mondo intero, oltre a introdurre un sistema di caste e il culto del dio Serapide, in realtà ben più tardo.

## Ciclo di inni a Sesostri III del Papiro UC 32157
Un papiro (UC 32157), scoperto da Flinders Petrie nel 1889 a Lahun, nel Fayyum, e conservato all'University College di Londra, ha restituito un ciclo di quattro inni dedicati a Sesostri III, forse recitati in occasione della sua ascesa al trono o della sua incoronazione: 

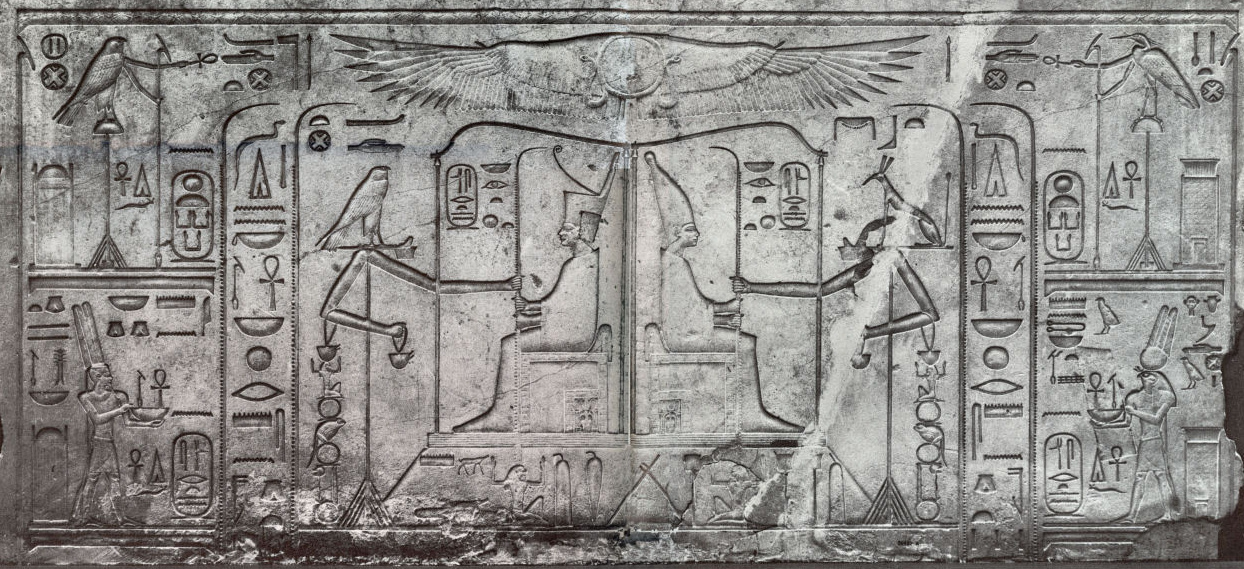
Blocco scoperto nella regione di Tebe, raffigurante la celebrazione heb-sed (trentennale di regno) di Sesostri III, raffigurato due volte al centro con le corone dell'Alto e del Basso Egitto

## Liste reali
| N5 | N28 | D28 · D28 | D28 |

| N5 | N28 | D28 · D28 | D28 |

| N5 | N28 | D28 · D28 | D28 |

| N5 | N28 | D28 · D28 | D28 |

| N5 | N28 | D28 · D28 | D28 |

| N5 | N28 | D28 · D28 | D28 |

| N5 | N28 | D28 · D28 | D28 |

| N5 | N28 | D28 · D28 | D28 |

| N5 | N28 | D28 |

| N5 | N28 | D28 |

| N5 | N28 | D28 |

| N5 | N28 | D28 |

| N5 | N28 | D28 |

| N5 | N28 | D28 |

| N5 | N28 | D28 |

| N5 | N28 | D28 |

| HASH |

| HASH |

| HASH |

| HASH |

| HASH |

| HASH |

| HASH |

| HASH |

| N5 | N28 | D28 |

| N5 | N28 | D28 |

| N5 | N28 | D28 |

| N5 | N28 | D28 |

| N5 | N28 | D28 |

| N5 | N28 | D28 |

| N5 | N28 | D28 |

| N5 | N28 | D28 |

## Titolatura
| G5 |

| G5 |

| R8 | L1 | w |

| R8 | L1 | w |

| R8 | L1 | w |

| R8 | L1 | w |

| R8 | L1 | w |

| R8 | L1 | w |

| R8 | L1 | w |

| R8 | L1 | w |

| G16 |

| G16 |

| R8 | F31 | w | t |

| R8 | F31 | w | t |

| G8 |

| G8 |

| L1 · G5 · S12 |

| L1 · G5 · S12 |

| M23 · X1 | L2 · X1 |

| M23 · X1 | L2 · X1 |

| N5 | N28 | D28 · D28 | D28 |

| N5 | N28 | D28 · D28 | D28 |

| N5 | N28 | D28 · D28 | D28 |

| N5 | N28 | D28 · D28 | D28 |

| N5 | N28 | D28 · D28 | D28 |

| N5 | N28 | D28 · D28 | D28 |

| N5 | N28 | D28 · D28 | D28 |

| N5 | N28 | D28 · D28 | D28 |

| G39 | N5 |

| G39 | N5 |

| F12 | S29 | D21 · X1 | O34 · N35 |

| F12 | S29 | D21 · X1 | O34 · N35 |

| F12 | S29 | D21 · X1 | O34 · N35 |

| F12 | S29 | D21 · X1 | O34 · N35 |

| F12 | S29 | D21 · X1 | O34 · N35 |

| F12 | S29 | D21 · X1 | O34 · N35 |

| F12 | S29 | D21 · X1 | O34 · N35 |

| F12 | S29 | D21 · X1 | O34 · N35 |

## Altre datazioni
| Autore        | Anni di regno         |
| ------------- | --------------------- |
| Malek         | 1878 a.C. - 1859 a.C. |
| Grimal        | 1878 a.C. - 1842 a.C. |
| von Beckerath | 1872 a.C. - 1852 a.C. |